# Massimo Della Pergola
Massimo Della Pergola (Trieste, 11 luglio 1912 – Milano, 13 marzo 2006) è stato un giornalista italiano, inventore del Totocalcio.

## Biografia
Molto giovane cominciò a lavorare per La Gazzetta dello Sport, ma nel 1938 fu espulso dall'albo dei giornalisti perché ebreo. Nel dicembre 1943 cercò rifugio in centro Italia, con la moglie Adele e il figlio Sergio (di un anno) per sfuggire alla caccia contro gli ebrei dei nazi-fascisti. A Firenze fu aiutato da un'anziana docente, Livia Sarcoli, che gli mise a disposizione la propria abitazione. Da quel rifugio provvisorio la famiglia riuscì ad espatriare clandestinamente in Svizzera dove giunsero il 4 febbraio 1944. Durante la permanenza in un campo profughi in terra elvetica ebbe l'idea di un concorso a premi legato al calcio, con il quale finanziare lo sport italiano alla fine della seconda guerra mondiale.
Nel 1946, con i colleghi Fabio Jegher e Geo Molo, fonda la SISAL. La prima "schedina Sisal" venne giocata il 5 maggio 1946. Due anni dopo il gioco viene nazionalizzato e passa sotto la gestione diretta del CONI e prende il nome di Totocalcio. La causa che i tre inventori intentano al Ministero dell'interno, che aveva promosso questo passaggio forzato, ha buon esito dopo sette anni.
Nel 1954 Della Pergola torna a tempo pieno al giornalismo (che in realtà mai aveva abbandonato del tutto, visto che in quegli anni fu nominato caporedattore responsabile del calcio, sempre alla Gazzetta dello Sport diretta da Bruno Roghi). Tra il 1977 e il 1989 copre l'incarico di segretario generale dell'associazione internazionale della stampa sportiva (Aips), divenendone poi segretario onorario. Collabora con varie testate fino al 1998.
Fu presidente della Federazione Italiana Maccabi e dal 1961 al 1989 guidò tutte le delegazioni italiane ai World Maccabiah Games in Israele. Della Pergola ha commentato dalle pagine dei giornali undici edizioni dei Giochi olimpici estivi, tre Giochi olimpici invernali e undici edizioni del Campionato mondiale di calcio. Si deve a lui anche l'ideazione del nome Universiade.
Riposa nel cimitero ebraico annesso al cimitero maggiore di Milano.
Suo figlio, Sergio Della Pergola, è un noto accademico che si occupa di demografia e statistiche. La figlia Mara Della Pergola ha studiato con Moshé Feldenkrais e dirige a Milano un centro specializzato nelle terapie di integrazione funzionale.